# جو ویتالی
جوزف ویتالی یا جو ویتالی (به انگلیسی: Joseph Vitale؛ زاده ۱۲ دسامبر ۱۹۵۳) نویسنده، موسیقیدان، سخنران و معلم معنوی اهل ایالات متحده ی آمریکا در شهر نیلز در اوهایو متولد شد و در دبیرستان مک کینلی تحصیل کرد. به عنوان بازمانده سو رفتارهای خانگی، جو در سنین جوانی به کتاب خوانی علاقه‌مند شد. او کتاب را منبع آرامش و خرد می‌داند. جو ویتالی به دلیل حضورش در فیلم راز و نوشتن کتاب‌های عامل جاذب و محدودیت صفر شناخته می‌شود. هنگامیکه در خیابانهای دالاس کارتن خواب بود همواره مشتاق و علاقه‌مند خواندن کتاب بود. کتاب‌های متافیزیک و تفکر مثبت او را به سمت استفاده از قانون جذب برای رشد و ترقی سوق دادند. ویتالی در حال حاضر در کنار همسرش نریسا ادن در استین تگزاس زندگی می‌کند.

## کتاب‌های جو ویتالی
اولین کتاب جو ویتالی با عنوان ذِن و هنر نوشتن در سال ۱۹۸۴ منتشر شد. سایر آثار او شامل عامل جذب، کلید و ایمان می‌باشد. ویتالی همچنین برنامه‌های صوتی بسیاری از جمله آوای بلبل ضبط کرده‌است. ویتالی کتابی دربارهٔ رازهای کسب و کار با عنوان کتاب هر دقیقه یک مشتری زاده می‌شود نیز نوشته‌است. در سال ۲۰۰۵، جو با نوشتن کتاب عامل جذب: ۵ قدم آسان برای خلق ثروت یا هر چیز دیگری) از درون و بیرون نویسنده پرفروشترین کتاب شد. ویتالی همچنین کتاب‌هایی در زمینه بازاریابی و کسب و کار نوشته‌است.